# Oizumi Kazuya
Oizumi Kazuya (大泉和也 Oizumi, Kazuya, sinh ngày 19 tháng 6 năm 1991 ở Kanagawa) là một cầu thủ bóng đá người Nhật Bản thi đấu cho YSCC Yokohama.

## Thống kê câu lạc bộ
Cập nhật đến ngày 23 tháng 2 năm 2017.
| Thành tích câu lạc bộ | Thành tích câu lạc bộ | Thành tích câu lạc bộ | Giải vô địch | Giải vô địch | Cúp                   | Cúp                   | Tổng cộng | Tổng cộng |
| Mùa giải              | Câu lạc bộ            | Giải vô địch          | Số trận      | Bàn thắng    | Số trận               | Bàn thắng             | Số trận   | Bàn thắng |
| Nhật Bản              | Nhật Bản              | Nhật Bản              | Giải vô địch | Giải vô địch | Cúp Hoàng đế Nhật Bản | Cúp Hoàng đế Nhật Bản | Tổng cộng | Tổng cộng |
| --------------------- | --------------------- | --------------------- | ------------ | ------------ | --------------------- | --------------------- | --------- | --------- |
| 2014                  | YSCC Yokohama         | J3 League             | 15           | 1            | 1                     | 0                     | 16        | 1         |
| 2015                  | YSCC Yokohama         | J3 League             | 25           | 1            | 0                     | 0                     | 25        | 1         |
| 2016                  | YSCC Yokohama         | J3 League             | 29           | 2            | 0                     | 0                     | 29        | 2         |
| Tổng cộng sự nghiệp   | Tổng cộng sự nghiệp   | Tổng cộng sự nghiệp   | 69           | 4            | 1                     | 0                     | 70        | 4         |